# بريستول جوبيتر
بريستول جوبيتر محرك شعاعي بريطاني مكون من 9 أسطوانات في صف واحد، صُنع بواسطة شركة طائرات بريستول. صُمم المحرك في نهاية الحرب العالمية الأولى وعُرِف باسم كوسيموس جوبيتر، خضع المحرك لسلسة من التحسينات والتطويرات جعلته أحد أفضل المحركات في هذه الحقبة.
انتشر استخدام جوبيتر في العديد من تصاميم الطائرات أثناء 1920 و 1930. أُنتجت الآلاف من محركات جوبيتر من كل طرازاته، سواء من خلال شركة بريستول أو بواسطة أي شركة خارجية بموجب ترخيص.
تعرض طراز من جوبيتر مزود بشاحن عنفي وعُرِف باسم أوريون لمشاكل تطويرية وتم إنتاج أعداد قليلة فقط منه. استخدمت بريستول اسم «أوريون» لاحقا لمحرك مروحة توربينية لا علاقة له بالمحرك سابق الذكر.

## التصميم والتطوير
صُمم جوبيتر أثناء الحرب العالمية الأولى بواسطة روي فيدين لصالح شركة كوزموس إنجينيرينغ. أفلست شركة كوزموس إنجينيرينغ أثناء تقلص الإنفاق العسكري بعد الحرب العالمية الأولى، وتم شراؤها بواسطة شركة طائرات بريستول بناء على جودة تصميم محرك جوبيتر وتشجيع وزارة الطيران ‏. أصبح محرك جوبيتر أحد المحركات الأكثر موثوقية في السوق. كان جوبتير أول محرك يُبرد بالهواء يجتاز اختبار الخنق الكامل لوزارة الطيران، كما كان أول محرك يُزود بنظام ألي للتحكم في ضغط دخول الهواء، وأول محرك أيضا يُستخدم في الخطوط الجوية.
كان تصمم جوبيتر قياسيا لحد ما، لكنه استخدم أربع صمامات لكل أسطوانة، الأمر الذي لم يكن شائعا آنذاك. شُكلت الأسطوانات من صلب المطروقات، واستُبدلت لاحقا رؤوس الأسطوانات المسبوكة بأخرى من سبيكة الألومنيوم استناددا لدراسات تمت بواسطة منظمة الطائرات الملكية ‏. في عام 1927، أُجريت تغييرات لاستخدام تصميم لرأس الأسطوانة يُصنع بالتشكيل بسبب الرفض المتزايد للمسبوكات.
استخدم جوبيتر السابع شاحن عنفي فائق متصل ميكانيكيا بالمحرك، وكان جوبيتر الثامن أول محرك يُزود بتروس تخفيض.
في عام 1925، بددأ روي فيدين بتصميم بديلا لمحرك جوبيتر. جعل فيدين شوط المحرك أقصر لزيادة السرعة الدورانية، كما أضاف شاحن عنفي فائق لزيادة القدرة، لينتج بذلك بريستول ميركيري في عام 1927. وبتطبيق نفس الخطوات على محرك جوبيتر الأساسي في عام 1927، أُنتج محرك بريستول بيجاسوس. لسنين قليلة لم يستبدل أي محرك محل جوبيتر بشكل كامل.
في عام 1926 أنهت طائرة بريستول بلودهوند ‏ المزودة بمحرك جوبيتر، رحلة طيران بلغت 25074 ميل، عمل خلالها جوبيتر لمدة 225 ساعة و 45 دقيقة، بدون أي تعطل.

### الإنتاج المرخص
انتشر الإنتاج المرخص لجوبيتر بشكل واسع، وأصبحت أربعة عشرة دولة في النهاية تنتج المحرك. في فرنسا، أنتجت جنوم-رون طراز عُرف باسم جنوم-رون 9 جوبيتر استُخدم في عدة تصاميم محلية، إضافة لتحقيق نجاحا في الصادرات. أخذت أيضا سيمنز-هالسكي ترخيصا بإنتاج المحرك في ألمانيا، وأنتجت عدة طرازات أكثر قدرة، لتُنتج في النهاية برامو 323 فافنير الذي استُخدم في طائرات ألمانيا وقت الحرب.
في اليابان، حصلت ناكاجبما على ترخيص لإنتاج جوبيتر في عام 1924، لتكون أساسيات محرك الطائرات الشعاعي الخاص بها، محرك ناكاجيما اتش ايه-1 كوتوبكي ‏.
أُنتج المحرك في بولندا تحت مسمى بزل بريستول جوبيتر، وفي إيطاليا باسم ألفا روميو 126-أر سي 35، وفي تشيكوسلوفاكيا أُنتج بواسطة محركات والتر. الطراز الأكثر إنتاجا كان في الاتحاد السوفيتي، حيث قام محرك شفيتسوف إم-22 بتشغيل نسخة النوع-4 الأولية من طائرة بوليكاربوف-أي 16 (أُنتجت 55 وحدة). يمكن تمييز طائرات بوليكاربوف النوع 4 من خلال افتقادها لأنابيب العادم، وغطاء ناسا الدائري للمحرك، وافتقادها لمصراعي الغطاء (أقفال غلق غطاء المحرك)، كل هذه الميزات أُضيفت لمحرك شفيتسوف-إم 25 الذي شغل طائرة بوليكاربوف النوع 5 والطرازات التالية (بلغ الإنتاج الكلي منه 4500 وحدة). بدأ الإنتاج في عام 1918 وتوقف في 1930.

## الطرازات
أُنتج جوبيتر بطرازات عديدة، كان من بينها بريستول أوريون في عام 1925. وبسبب مشاكل خاصة بالمعادن في هذا المحرك المزود بشاحن توربيني فائق، تم التخلي عن المشروع بعدما أُنتجت 9محركات منه فقط.
- برازيل ستريكر جوبيتر 1

إنتاج عام 1918، 400 حصان (300 كيلو وات). صُنعت نسختين منه.
- كوسموس جوبيتر 2

إنتاج عام 1918، 400 حصان (300 كيلو وات). صُنعت منه نسخة واحدة.
- بريستول جوبيتر 2

إنتاج عام 1923، 400حصان (300 كيلو وات).
- بريستول جوبيتر 3

إنتاج عام 1923، 400 حصان (300 كيلو وات).
- بريستول جوبيتر 4

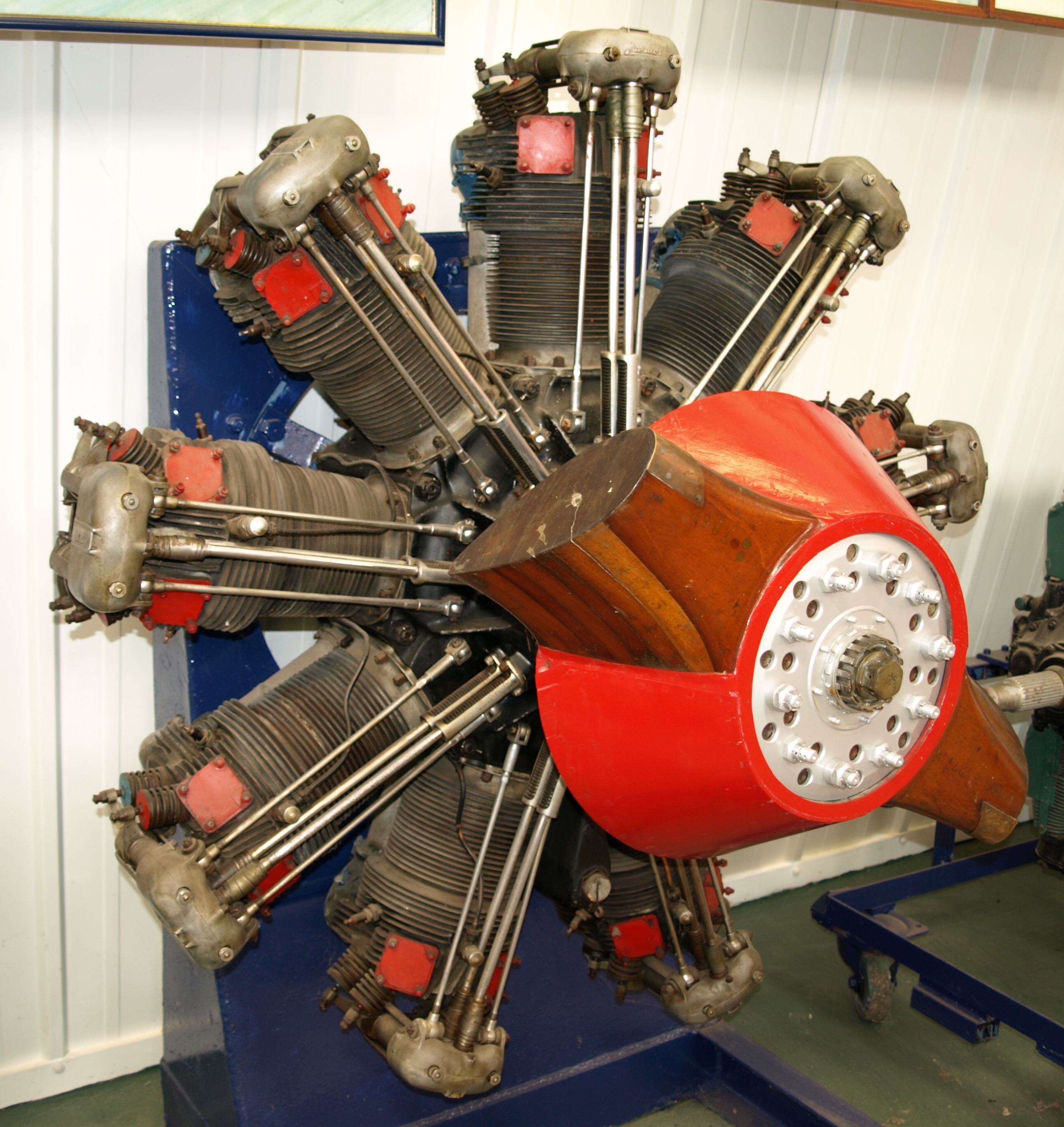
محرك بريستول جوبيتر 7 معروض في متحف شاتلوورث كولكشن.

إنتاج عام 1926، 430 حصان (320كيلو وات). استخدم صمام متغير التوقيت، ومكربن بريستول اللثلاثي.
- بريستول جوبيتر 5

إنتاج عام 1925، 480 حصان (360 كيلو وات).
- بريستول جوبيتر 6

إنتاج عام 1927، 520 حصان (390كيلو وات). أُنتج بنسبة انضغاط مرتفعة (1:6.3) وأخرى منخفضة (1:5.3).
- بريستول جوبيتر 6 ايه

إنتاج عام 1927، 440 حصان (330كيلو وات). الطراز المدني من جوبيتر 6.
- بريستول جوبيتر 6 اف اتش

إنتاج عام 1932، 440 حصان (330 كيلو وات). زُود بموتور غاز لبدء تشغيل المحرك.
- بريستول جوبيتر اف إل

إنتاج عام 1932، 440 حصان (330 كيلو وات). نسبة الانضغاط 1:15.5
- بريستول جوبيتر اف إم

إنتاج عام 1932، 440 حصان (330 كيلو وات). نسبة الانضغاط 1:5.3
- بريستول جوبيتر 6 اف اس

إنتاج عام 1932، 440 حصان(330 كيلو وات). نسبة الانضغاط 1:6.3
- بريستول جوبيتر 7

إنتاج عام 1927، 375 حصان (280 كيلو وات). نسبة الانضغاط 1:5.3، ومزود بشاحن عنفي فائق. صُنع بواسطة رون باسم 9 ايه اس بي.
- بريستول جوبيتر 7 اف

إنتاج عام 1929، 480 حصان (360 كيلو وات).نسبة الانضغاط 1:5.3، ورؤوس أسطواناتمسبوكة.
- بريستول جوبيتر 7 اف.بي

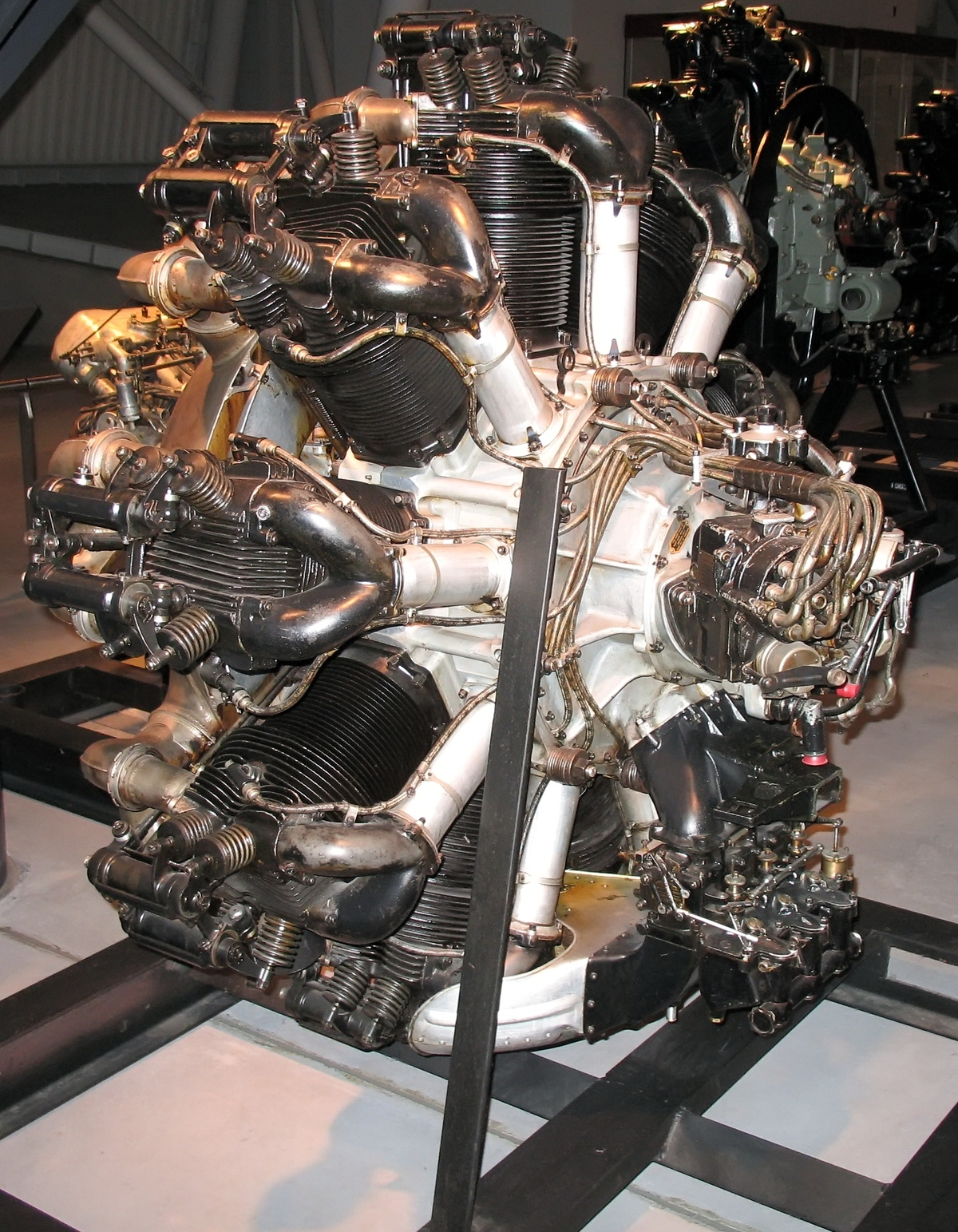
محرك بريستول جوبيتر 7 اف معروض في متحف..

إنتاج عام 1930، 480 حصان (360 كيلو وات). ترمز «بي» في تسمية المحرك إلى ضغط تزييت وصلة ذراع التوصيل بالمكبس.
- بريستول جوبيتر 8

إنتاج عام 1929، 440 حصان (330 كيلو وات). ممشابه لجوبيتر 6 لكن ازدادت نسبة الانضغاط إلى 1:6.3.
- بريستول جوبيتر 8 اف

إنتاج عام 1929، 460 حصان (340 كيلو وات). مشابه لجوبيتر 8 لكن مع رأس أسطوانة مسبوكة، ونسبة انضغاط انخفضت إلى 1:5.8.
- بريستول جوبيتر 8 اف.بي

إنتاج عام 1929، 460 حصان (340 كيلو وات). مثل جوبيتر 8 ومزود بضغط تزييت (كان لتوقيت بين فترات الاصلاح في هذا التطوير بسبب الأعطال المتعدده، 150 ساعة فقط).
- بريستول جوبيتر 9

480 حصان (360 كيلو وات). نسبة انضغاط 1:5.3.
- بريستول جوبيتر 9 اف

550 حصان (410 كيلو وات). نسبة انضغاط 1:5.3. رؤوس أسطوانات مسبوكة.
- بريستول جوببيتر 10

470 حصان (350 كيلو وات).نسبة انضغاط 1:5.3.
- بريستول جوبيتر 10 اف

540 حصان (400 كيلو وات). نسبة انضغاط 1:5.3. رؤوس أسطوانات مسببوكة.
- بريستول جوبيتر 10 اف ايه

483حصان (360كيلو وات).نسبة انضغاط 1:5.3.
- بريستول جوبيتر 10 اف ايه إم

540 حصان (430 كيلو وات).
- بريستول جوببيتر 10 اف بي إم

580 حصان (430 كيلو وات).
- بريستول جوبيتر 10 اف اس

مزود بشاحن توربيني فائق.
- بريستول جوبيتر 11

نسبة انضغاط 1:15.5.
- بريستول جوبيتر 11 اف

500 حصان (370 كيلو وات). نسبة انضغاط 1:15.5.
- بريستول جوبيتر 11 اف ايه

480 حصان(360 كيلو وات). مثل جوبيتر 11 ف\اف بنسبة تخفيض 1:0.656.
- بريستول جوبيتر 10 اف.بي

525 حصان (391 كيلو وات). مثل جوبيتر 11 اف مزود بضغط تزييت.
- بريستول أوريون 1

إنتاج عام 1926، مزود بشاحن عنفي فائق. تم إلغاء برنامج إنتاجه.
- جنوم-رون 9 ايه جوبيتر

إنتاج فرنسي بموجب ترخيص للطرازات 9 ايه، 9 ايه ايه، 9 ايه بي، 9 ايه سي، 9 ايه كيه اكس، و 9 ايه دي.
- سيمنز-هالسكي اس اتش 20، اس اتش 21 و اس اتش 22.

أخذت سيمنز-هالسكي ترخيص للإنتاج في ألمانيا، وانتجت أنواع متعددة بقدرة أكبر، واستقرت في النهاية على محرك برامو 323 فافنير، الذي استُخدم في نماذج الطائرات وقت الحرب.
- ناكاجيما اتش ايه-1 كوتوبكي

في اليابان، صُنع محرك جوبيتر بواسطة ناكاجيما في عام 1924 بموجب ترخيص.
- بزل بريستول جوبيتر

إنتاج بولندي.
- ألفا روميو جوبيتر

إنتاج إيطالي مرخص، 420 حصان (310كيلو وات).
- ألفا 126 أر.سي.35

طراز مطور من ألفا روميو.
- والتر جوبيتر

أُنتج بموجب ترخيص في تشيكوسلوفاكيا بواسطة محركات والتر.
- شفيتسوف إم-22

كان أكثر طراز إنتاجا في الاتحاد السوفيتي.
- 1 ايه إم 9 ايه دي

إنتاج مرخص لجنوم-رون 9 ايه في يوغوسلافيا.

## التطبيقات
يُعرف محرك جوبيتر بشكل كبير بتشغيله لخطوط طيران هاندلي بيج اتش بي.42 هانيبال، التي حلقت في طريق لندن-باريس في عام 1930. شملت الأستحدامات المدنية الأخرى طائرات دي هافيلاند جيانت موث ‏ وهيركليز، و يونكرز جي 31 ‏ (التي تطورت إلى يونكرز-52 الشهيرة)، والقارب الطائر الضخم دورنير دو إكس، الذي استخدم ما لايقل عن 12 محرك.
كانت الاستخدامات العسكرية أقل شيوعا، لكنها شملت بريستول بول دوج ‏، طائرة الشركة الأم، بالإضافة إلى جلوستر جيم كوك ‏ وبولتون بول سايد ستراند ‏. كما استُخدم جوبيتر أيضا في نماذج طائرات حول العالم من اليابان إلى السويد.
بحلول عام 1929، أصبح بريستول جوبيتر يحلق في 262 نوع مختلف من الطائرات، ولوحظ في الصحافة الفرنسية في معرض باريس الجوي لهذا العام أن محرك جوبيتر وطرازاته المرخصة يقوموا بتشغيل 80% من الطائرات في ذلك العرض.

### كوسموس جوبيتر
- بريستول بدجر
- بريستول بوليت  [لغات أخرى]‏
- سوبويث شنايدر  [لغات أخرى]‏
- ويستلاند ليموزين  [لغات أخرى]‏

### بريستول جوبيتر
- ايرو ايه.32
- إيركو دي إتش 9
- أرادو ايه أر 64
- أفيا بي إتش-25
- أفيا بي إتش-33
- برنارد 190
- بيليريوت سباد اس.51
- بيليريوت سباد اس.56
- بولتون أند بول بجل
- بولتون بول بي.32
- بولتون أند بول بارتيدج
- بولتون بول سايد ستراند
- بلاكبيرن بياجل
- بلاكبيرن سيدني
- بلاكبيرن ريبون
- بريستول بدجر
- بريستول بادمينشن
- بريتسول باج شوت
- بريستول بوارهوند
- بريستول النوع 84 بلود هوند
- بريستول براندون
- بريستول بول دوج
- بريستول بول فينش
- بريستول جوبيتر فايتر
- بريستول سيلي
- بريستول راسر
- بريستول النوع 75
- بريستول النوع 92
- بريستول النوع 118
- دي هافيلاند دينجو
- دي هافيلاند دي إتش 72
- دي هافيلاند دي إتش 50
- دي هافيلاند هيركليز
- دي هافيلاند دي إتش.65 هوند
- جلوستر سيرفي
- دي هافيلاند جيانت موث
- دورنير دو 11
- دورنير دو جيه
- دورنير دو إكس
- فيري 3 اف
- فيري فيريت
- فيري فلاي كاتشر
- فيري هيندون
- فوكر سي في
- فوكر إف 7
- فوكر إف 8
- فوكر إف 9
- جلوستر جامبيت
- جلوستر جيم كوك
- جلوستر جنات سنابر
- جلوستر جوللد فينش
- جلوستر جورال
- جلوستر جورينج
- جلوستر جريبي
- جلوستر مارس
- جلوستر سيرفي
- جوردو لوسر جي إل.30
- هاندلي بيج كليف
- هاندلي بيج هامبستيد
- هاندلي بيج هير
- هاندلي بيج هينايدي
- هاندلي بيج إتش بي 12
- هاندلي بيج إتش بي 42
- هوكر دويكير
- هوكر هارير
- هوكر هارت
- هوكر هاوفينش
- هوكر هيدجهوج
- هوكر هيرون
- هوكر وود كوك
- يونكرز إف 13
- يونكرز جي 31
- يونكرز دبليو 34
- بارنال بلوفير
- بزل بي.7
- ساوندرس ميدينا
- ساوندرس سيرفيرن
- شورت اس إتش كالكوتا
- شورت سبرينج بوك
- شورت جيرنارد
- شورت كينت
- شورت رانجون
- شورت سكيلا
- شورت اس إتش ستيرجيون
- شورت فاليتا
- سوبرمارين سياجول
- سوبرمارين نانوك
- سوبرمارين ساوثمبتون
- سفينسكا ايرو جاكتفالكن
- توبوليف أي-4
- فيكرز النوع 123
- فيكرز النوع 161
- فيكرز جوكي
- فيكرز النوع 143
- فيكرز فانوكس
- فيكرز 131 فاليانت
- فيكرز فيلوكس
- فيكرز فيلور
- فيكرز فيسبا
- فيكرز فياسترا
- فيكرز فيكتوريا
- فيكرز فيلدبيست
- فيكرز فيمي
- فيكرز ويبولت
- فيليرز 26
- ويستلاند إنترسيبتور
- ويستلاند وابيتي
- ويستلاند ويستبيري
- ويستلاند ويتش
- ويستلاند بي في 3

### جنوم-رون جوبيتر
- برنارد سيمب ايه بي 12  [لغات أخرى]‏
- بلانشارد بي بي-1  [لغات أخرى]‏
- فيزير اف1إم-جوبيتر  [لغات أخرى]‏
- لاتيهكوريه 6  [لغات أخرى]‏
- ويباولت ويب.220

### شفيتسوف إم-22
- كالينين كيه-5  [لغات أخرى]‏
- بوليكاربوف أي-5  [لغات أخرى]‏
- بوليكاربوف أي-15
- بوليكاربوف أي-16
- توبوليف أي-4  [لغات أخرى]‏
- ياكوفليف اير-7 [13]

## محركات معروضة بالمتاحف
يُعرض بريستول جوبيتر 7 اف في متحف شاتلوورث كولكشن في أولد واردن في بيدفورد.

## مواصفات عامة
- النوع:محرك طائرة شعاعي أحادي الصف يبرد بالهواء، مكون من 9 أسطوانات ويسحب الهواء بشكل طبيعي (اعتمادا على فرق الضغط).
- قطر الأسطوانة: 146 مم.
- الشوط: 190 مم.
- سعة المحرك: 1753 بوصة مكعبة (28.7لتر).
- القطر:54.5 بوصة (1384مم).
- الوزن: 995 باوند (451 كجم).

### المكونات
- الصمامات: 4 صمامات قفازية (بالإنجليزية: poppet valve) لكل أسطوانة (2 لسحب الوقود والهواء و 2 للعادم) من نوع الصمام العلوي صمام علوي (بالإنجليزية: Overhead valve).
- شاحن توربيني فائق: مرحلة واحدة وأحادي السرعة.
- نظام الوقود: مكربنات هواء كلاودل هوبسون.
- نوع الوقود:بنزين رقم الأوكتان 73-77.
- نظام التبريد: تبريد بالهواء.

### الأداء
القدرة الناتجة
- 550 حصان (414 كيلو وات) عند سرعة دورانية 2000دورة/دقيقه عند ارتفاع 11000 قدم (3350 متر)- أقصى حد لاستخدام القدرة القصوى هو 5 دقايق من تشغيل المحرك.
- 525 حصان (391 كيلو وات) عند سرعة دورانية2000 دورة/دقيقه-القدرة القصوى المستمرة عند ارتفاع 11000 قدم (3350 متر).
- 483 حصان (360 كيلو وات)) عند سرعة دورانية2000 دورة/دقيقه-عند الإقلاع.
- القدرة النوعية: 14.4 كيلو وات/لتر (0.31حصان/بوصة مكعب).
- نسبة الانضغاط: 1:5.3
- نسبة القدرة إلى الوزن: 0.55 حصان/باوند (0.92 كيلو وات/كجم).

## مزيد من القراءة
- Gunston, Bill. By Jupiter! The Life of Sir Roy Fedden. The Johns Hopkins University Press.

## وصلات خارجية
- "The Cosmos Aero Engines" (PDF). Flight. XI (27): 869–871. July 3, 1919. No. 549. Retrieved January 12, 2011.  Contemporary article on Cosmos Engineering's air-cooled radial engines. Photos of the Cosmos Jupiter are on page 870, and a short technical description is on page 871.
- Bristol Jupiter endurance test - Flight, March 1926
- A 1929 Flight advertisement for the Jupiter